# Communiqué de presse
Pour les articles homonymes, voir CP et CDP.
Ne doit pas être confondu avec Dépêche d'agence de presse ou Brève (journalisme).

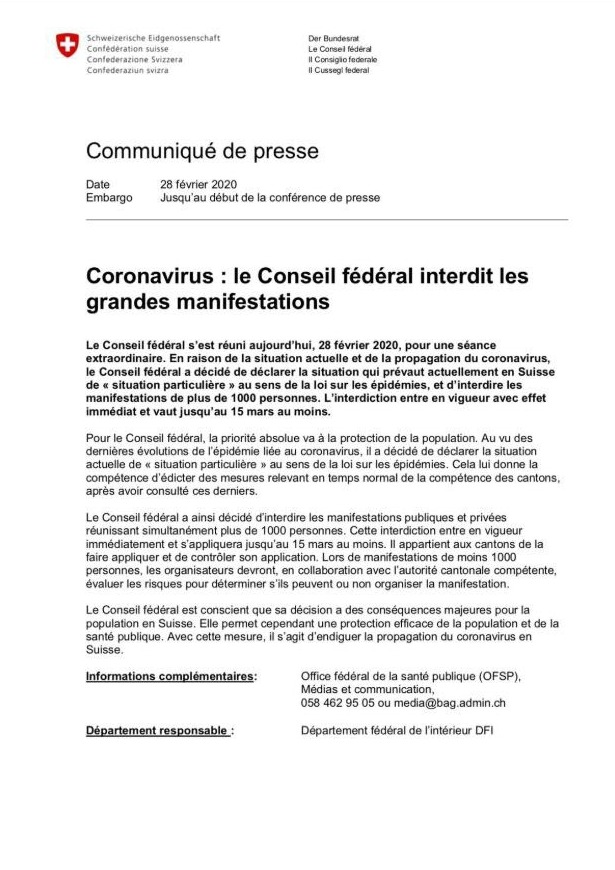
Communiqué de presse du gouvernement suisse (2020). Format typique avec titre, chapeau (résumé), corps du texte (détails) puis coordonnées (contact).

Un communiqué de presse (CP ou CDP) est un document court, envoyé aux journalistes dans le but de les informer d'un événement comme la création d'une société ou le lancement d'un nouveau produit. Il ne doit pas être confondu avec le dossier de presse, destiné à présenter aux journalistes l'entreprise dans son ensemble.

## Présentation
Le communiqué de presse est destiné à être repris en tout ou en partie ou bien à donner envie aux journalistes d'en faire un article plus complet à leur façon. Des agences de relations presse peuvent se charger de la rédaction de ces communiqués et de l'envoi aux médias,.
On parle de dossier de presse lorsque des photos, vidéos ou autres sont données aux journalistes en plus du communiqué de presse. L'émergence d'Internet a conféré une nouvelle dimension au kit de presse, que l'on nomme dans ce cas dossier de presse électronique (electronic press kit).
Depuis la fin des années 1990, une tendance, en progression dans le monde pour les grandes entreprises, est de publier ces communiqués dans un anglais particulier (dit anglais commercial, ou BELF (pour Business English as a Lingua Franca). Mais une étude récente montre que les cultures nationales continuent à marquer le style linguistique (la structure et surtout le choix des mots) de ces communiqués.

## Communiqué de presse sur Internet
On parle aussi de plus en plus de communiqués de presse publiés sur les blogs d'actualité du Web. Ils permettent une publication unique et visible de tous, contrairement aux communiqués de presse au format papier dont une copie doit être fournie à chaque organe de presse.
Le terme « communiqué de presse » est également détourné de son sens initial qui est la transmission d'informations à la presse. Pour ce type d'utilisation, une expression plus appropriée pourrait être « publication d'article en ligne ».
Ces articles en ligne ont surtout une vocation d'acquisition de visibilité sur internet pour un site, notamment en permettant la mise en place de quelques liens retour (en anglais backlinks) favorisant le référencement Internet de ces sites. L'augmentation des liens retours permet aux sites d'accroître leur notoriété et d'influencer leurs positions sur les moteurs de recherche.
Il est conseillé de rédiger le communiqué sous forme d'une unique page web pour plus de clarté vis-à-vis des destinataires (organes de presses et autres visiteurs également).